# Oncilorpheus jerrybarnardi
Oncilorpheus jerrybarnardi är en kräftdjursart som beskrevs av Brusca, Wetzer och France1995. Oncilorpheus jerrybarnardi ingår i släktet Oncilorpheus och familjen Cirolanidae. Inga underarter finns listade i Catalogue of Life.